# Trauerturteltaube

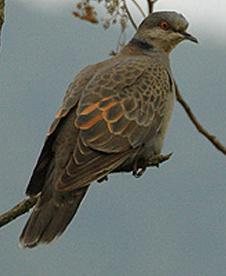
Trauerturteltaube

Die Trauerturteltaube (Streptopelia lugens) ist eine im östlichen Afrika und im Südwesten der Arabischen Halbinsel beheimatete monotypische Taubenart. Die Art ist häufig und wird von der IUCN als nicht gefährdet eingestuft.

## Erscheinungsbild
Die Trauerturteltaube erreicht eine Körperlänge von 28 bis 31 Zentimetern. Sie ist damit etwa so groß wie eine Lachtaube. 10,7 bis 12,5 Zentimeter der Gesamtkörperlänge entfallen auf den Schwanz. Es existiert ein nur geringer Geschlechtsdimorphismus. Das Weibchen ist lediglich etwas matter gefärbt als das Männchen.
Der Kopf der Trauerturteltaube ist aschgrau. An den Halsseiten und am Hinterhals verläuft ein schmales, längs unterbrochenes Band braunschwarzer Federn. Sie gehen in einen dunkel aschbraunen Mantel und Rücken über. Die Flügeldecken sind ebenfalls dunkel aschbraun, weisen jedoch blassgraue bis kastanienbraune Säume auf. Die Schwungfedern sind schwarzgrau mit blassen grauen Säumen. Der Bürzel ist graubraun. Die Oberschwanzdecken und die mittleren Steuerfedern sind dunkelbraun. Die äußeren Steuerfedern sind schwärzlich mit breiten weißen Spitzen. Die Vorderbrust ist dunkelgrau und geht auf der unteren Brust in ein graurosa über. Der Bauch und die Unterschwanzdecken sind dunkel grau. Die Iris ist orangebraun. Der Orbitalring ist rötlich violett. Der Schnabel ist schwarz, die Füße sind weinrot.
Jungvögel sind etwas matter als adulte Vögel gefärbt und haben isabellfarbene Säume auf den Flügeldecken.

## Verwechselungsmöglichkeiten
Im Verbreitungsgebiet der Trauerturteltaube kommt auch die Turteltaube vor. Sie ist vor allem im Winterhalbjahr im nördlichen Verbreitungsgebiet der Trauerturteltaube anzutreffen.
Die Turteltaube ist deutlich schlanker und hat ein helleres Gefieder. Die Flügeldecken weisen auffällige rotbraune Säume auf.

## Verbreitung und Lebensraum
Die Trauerturteltaube hat ein disjunktes Verbreitungsgebiet auf der Arabischen Halbinsel und in Ostafrika. Sie kommt in Saudi-Arabien und Jemen in Hochlagen zwischen 1000 und 2800 Höhenmetern vor. In Afrika besiedelt sie das Hochland im Westen und Südosten Äthiopiens. Sie kommt außerdem im Nordwesten von Somalia und im Südosten von Sudan sowie im Norden Ugandas vor. Sie ist außerdem vom Osten Uganda über das kenianische Hochland bis in den Norden von Tansania verbreitet. Sie kommt außerdem vom Südwesten Ugandas entlang des Ostafrikanischen Grabens bis nach Malawi und dem Osten Sambias vor.
Die Trauerturteltaube ist sehr anpassungsfähig und besiedelt eine Reihe unterschiedlicher Habitate. Dazu gehören Kieferplantagen, Heidegebiet und offenes Agrarland. Sie besiedelt jedoch bevorzugt Bergwälder. Sie ist auch regelmäßig in städtischen Gebiet zu beobachten, wenn die einen größeren Baumbestand aufweisen.

## Lebensweise
Während der Fortpflanzungszeit ist die Trauerturteltaube einzeln oder paarweise anzutreffen. Außerhalb der Fortpflanzungszeit kommt es insbesondere an Stellen mit einem reichhaltigen Nahrungsangebot zur Ansammlung größerer Trupps.
Die Trauerturteltaube sucht grundsätzlich am Boden nach Nahrung. Sie hat ein großes Nahrungsspektrum, bevorzugt jedoch Sämereien. Im kenianischen Hochland kommt es regelmäßig zu Ansammlungen, die auf den Anbauflächen von Sonnenblumen nach Nahrung suchen. Sie frisst aber auch Rhizome, auf den Boden herabgefallene Beeren und Sprösslinge.
Die Fortpflanzungszeit fällt in Ostafrika in den Zeitraum von Dezember bis Juni. In Äthiopien schreitet sie bis auf Juli und August in allen Monaten zur Brut. Das Nest ist eine taubentypische Plattform aus kleinen Ästchen, die mit etwas Wurzeln und Gras ausgelegt wird. Das Nest befindet sich gewöhnlich in einem kleinen Baum oder einem Busch in einer Höhe von zwei bis sieben Meter über dem Erdboden. Das Gelege besteht gewöhnlich aus zwei Eiern. Sie werden 20 Tage bebrütet. Die jungen Tauben sind 10 Tage nach ihrem Schlupf gefiedert, bleiben aber weitere zehn Tage im Nest, bis sie flügge sind.